# Liste der Mitglieder des Landtages (Republik Baden) (1. Wahlperiode)
Diese Liste gibt einen Überblick über alle Mitglieder des Landtages der Republik Baden in der 1. Wahlperiode (1919 bis 1921). Bei dieser Wahl waren die Frauen in Baden erstmals wahlberechtigt und unter den 107 gewählten Abgeordneten waren 9 Frauen.

## A
- Karl Albietz (Zentrum)
- Albert Amann (Zentrum)
- Maximilian Arnold (SPD), am 7. Juli 1919 eingetreten als Nachfolger des Abgeordneten Martin Jost

## B
- Eugen Baumgartner (Zentrum), eingetreten am 23. Januar 1920 als Nachfolger der Abgeordneten Mathilde Otto
- Friedrich Bechtold (SPD)
- Franz Belzer (Zentrum)
- Ernst Bernauer (Zentrum)
- Maria Beyerle (Zentrum)
- Therese Blase (SPD)
- Friedrich Wilhelm Bock (DDP), eingetreten am 20. Oktober 1920 als Nachfolger für die Abgeordnete Helene Platenius

## D
- Hermann Dietrich (DDP)
- Eduard Dietz (SPD), ausgeschieden am 2. April 1919. Mandatsnachfolger war Dyonis Mellert
- Josef Duffner (Zentrum)

## E
- Richard Eberhardt (Zentrum)
- Josef Engelhardt (Zentrum)

## F
- Georg Fehn (DDP)
- Karl Fichtner (SPD), eingetreten am 25. März 1920 als Nachfolger des Abgeordneten Johann Roth
- Karl Fischer (DNVP)
- Kunigunde Fischer (SPD)
- Otto Fleig (SPD)
- Richard Freudenberg (DDP), eingetreten am 19. November 1919 als Nachfolger des Abgeordneten Friedrich König

## G
- Eugen Geck (SPD)
- Franz Geiler (SPD), ausgeschieden am 18. Februar 1919. Mandatsnachfolger war Adolf Kieslich
- Anton Geiß (SPD)
- Alfred Freiherr Huber von Gleichenstein (Zentrum)
- Karl Glockner (DDP)
- Emil Göhring (DDP), ausgeschieden am 1. November 1919. Mandatsnachfolger war Albert Stork
- Josef Ignaz Goerlacher (Zentrum)
- Eberhard Gothein (DDP)
- Karl Großhans (SPD)

## H
- Ludwig Haas (DDP), ausgeschieden am 12. April 1919. Mandatsnachfolger war Hermann Koelblin
- Gustav Habermehl (DNVP)
- Karl Hahn (SPD)
- Bruno Hamann (SPD)
- Gustav Hartmann (Zentrum)
- August Hässig (SPD), eingetreten im Oktober 1919 als Nachfolger der Abgeordneten Luise Kräuter
- Christian Helffrich (Zentrum)
- Eduard Herbster (DDP)
- Georg Hertle (DNVP)
- Fridolin Heurich (Zentrum)
- Karl Hoffmann (DDP)
- Friedrich Holdermann (DDP)
- Richard Horter (SPD)
- Hermann Hummel (DDP)

## I
- Wilhelm Ihrig (DDP)

## J
- Martin Jost (SPD), ausgeschieden am 1. Juli 1919. Mandatsnachfolger war Maximilian Arnold

## K
- Jakob Kahn (SPD)
- Wilhelm Karl (DNVP)
- Erhard Kiefer (Zentrum)
- Adolf Kieslich (SPD), eingetreten am 3. März 1919 als Nachfolger des Abgeordneten Franz Geiler
- Heinrich Köhler (Zentrum)
- Hermann Kölblin (DDP), eingetreten am 4. April 1919 als Nachfolger des Abgeordneten Ludwig Haas
- Friedrich König (DDP), ausgeschieden am 1. November 1919. Mandatsnachfolger war Richard Freudenberg
- Johann Königsberger (SPD)
- Ferdinand Kopf (Zentrum)
- Emil Kraus (SPD)
- Luise Kräuter (SPD), ausgeschieden im Oktober 1919. Mandatsnachfolger war August Hässig
- Hubert Krischbach (SPD)
- Heinrich Kurz (SPD)

## L
- Guido Leser (DDP)

## M
- Lothar Mager (DNVP), eingetreten am 3. Februar 1919 als Nachfolger des Abgeordneten Bernhard Reinhard
- Emil Maier (SPD)
- Josef Martin (Zentrum)
- Philipp Martzloff (SPD)
- Ludwig Marum (SPD)
- Alfred Massa (DDP), ausgeschieden am 10. Februar 1920. Mandatsnachfolgerin war Helene Platenius
- Karl Mast (Zentrum)
- Friedrich Theodor Mayer (DNVP)
- Wendelin Mayer (DDP), eingetreten am 30. Juli 1921 als Nachfolger des Abgeordneten Friedrich Saenger
- Dionys Mellert (SPD), eingetreten am 23. April 1919 als Nachfolger des Abgeordneten Eduard Dietz
- Adolf Müller (SPD)
- Paul Müller (SPD)
- Wilhelm Müller (Zentrum)
- Oskar Muser (DDP), ausgeschieden am 29. Oktober 1919. Mandatsnachfolger war Wilhelm Rudolf

## N
- Ludwig Neck (DDP)
- Adolf Niederbühl (DDP)

## O
- Andreas Odenwald (DDP)
- Mathilde Otto (Zentrum), ausgeschieden am 19. Januar 1920. Mandatsnachfolger war Eugen Baumgartner

## P
- Helene Platenius (DDP), eingetreten am 18. Februar 1920 als Nachfolgerin des Abgeordneten Alfred Massa; ausgeschieden am 2. Oktober 1920. Mandatsnachfolger war Wilhelm Bock

## R
- Karl Rausch (SPD)
- Sofie Regenscheit (SPD)
- Bernhard Reinhard, (Zentrum), ausgeschieden am 30. Januar 1919. Mandatsnachfolger war Lothar Mager
- Adam Remmele (SPD)
- Gustav Richter (SPD)
- Maria Rigel (Zentrum)
- Wilhelm Roeckel (Zentrum)
- Ernst Rösch (SPD)
- Johann Roth (SPD), ausgeschieden am 9. März 1920. Mandatsnachfolger war Karl Fichtner
- Leopold Rückert (SPD)
- Wilhelm Rudolf (DDP), eingetreten am 19. November 1919 als Nachfolger des Abgeordneten Oskar Muser

## S
- Friedrich Saenger (DDP), gestorben am 17. Juli 1921. Mandatsnachfolger war Wendelin Mayer
- Heinrich Schäffer (DDP)
- Johannes Aloys Schell (Zentrum)
- Marie Schloß (DDP), eingetreten am 29. Oktober 1919 als Nachfolgerin des Abgeordneten Martin Venedey
- Christian Schneider (DDP)
- Gustav Schneider (Zentrum)
- Friedrich Schön (DDP)
- Karl Schöpfle (DNVP)
- Josef Schofer (Zentrum)
- Rudolf Seubert (Zentrum)
- Klara Siebert (Zentrum)
- Alfred Spang (Zentrum)
- August Spengler (Zentrum)
- Karl Spieß (SPD), ausgeschieden am 30. Juni 1919. Mandatsnachfolger war Karl Wehner
- Friedrich Stockinger (SPD)
- Albert Stork (DDP), eingetreten am 11. Dezember 1919 als Nachfolger des Abgeordneten Emil Goehring
- August Straub (Zentrum)
- Georg Strobel (SPD)

## T
- Gustav Trunk (Zentrum)

## V
- Martin Venedey (DDP), ausgeschieden am 21. Oktober 1919. Mandatsnachfolgerin war, Marie Schloß
- Otto Vielhauer (DDP), eingetreten im Oktober 1919 als Nachfolger der Abgeordneten Marianne Weber

- Gustav Vierneisel (Zentrum)
- Karl Vogel (DDP)

## W
- Friedrich Weber (SPD)
- Marianne Weber (DDP), ausgeschieden im Oktober 1919. Mandatsnachfolger war Otto Vielhauer
- Karl Wehner (SPD), eingetreten am 15. Juli 1919 als Nachfolger des Abgeordneten Spieß
- Josef Weißhaupt (Zentrum)
- Anton Weißmann (SPD)
- Anton Wiedemann (Zentrum)
- Joseph Wirth (Zentrum)
- Josef Wittemann (Zentrum)

## Z
- Johann Anton Zehnter (Zentrum)
- Anton Ziegelmaier (Zentrum)
- Josef Ziegelmeyer (Zentrum)

## Quelle
- Bioweil: Kollektive Biographie der Landtagsabgeordneten der Weimarer Republik: Baden 1918-1933 (Memento vom 8. Juli 2012 im Webarchiv archive.today) Hinweis: In der Erläuterung der Daten durch das Projekt der Uni Köln wird darauf hingewiesen: „Die Güte der Daten ist höchst unterschiedlich.“
- Personalblätter der Abgeordneten des Badischen Landtags und der Badischen Nationalversammlung
- Digitale Sammlung badischer Landtagsprotokolle bei der Badischen Landesbibliothek